# Lista de áreas protegidas de Cabo Verde
Áreas protegidas em Cabo Verde:     

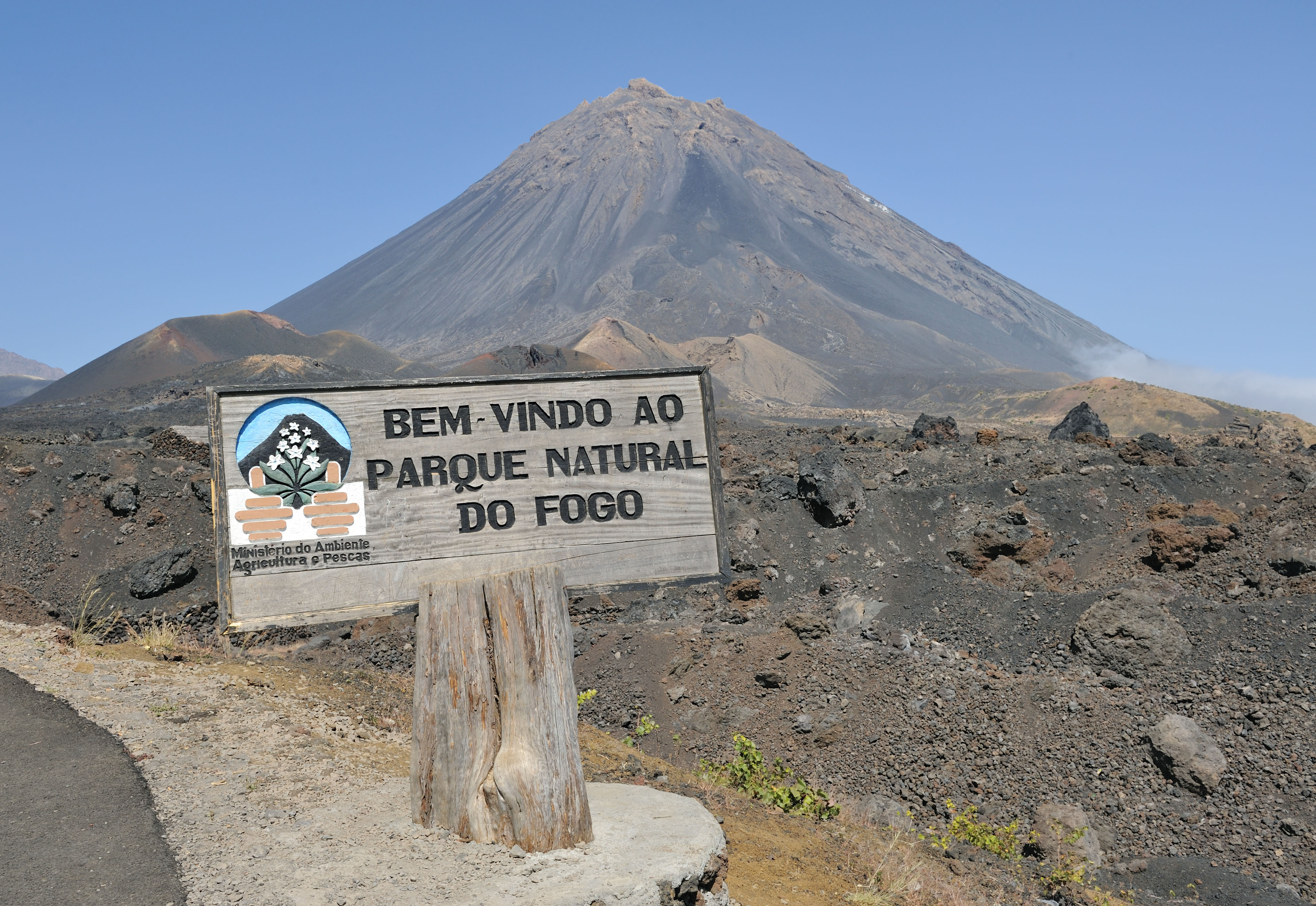
Parque Natural do Fogo

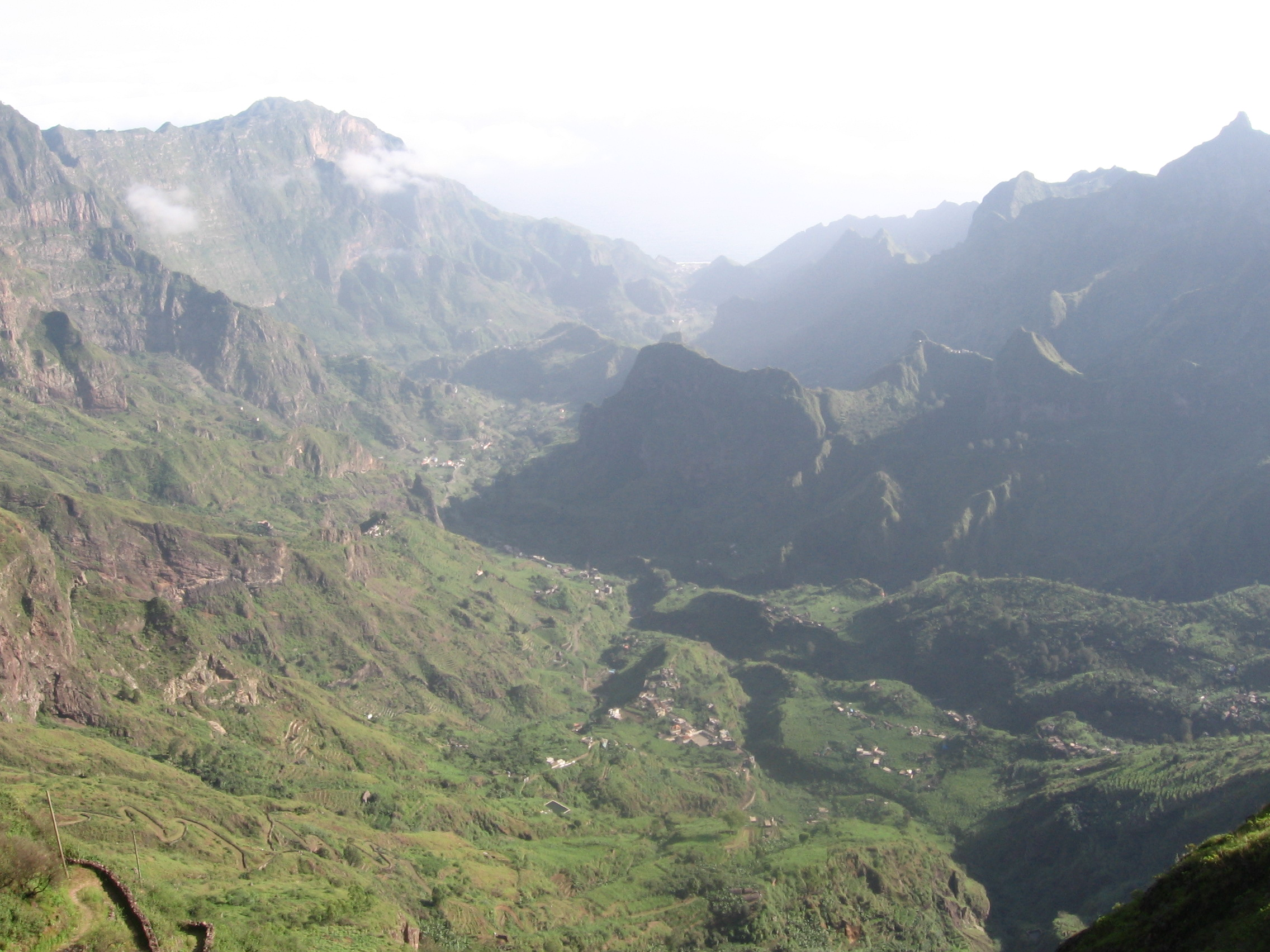
Paul Valley no Parque Natural da Cova-Ribeira da Torre-Paul, Santo Antão

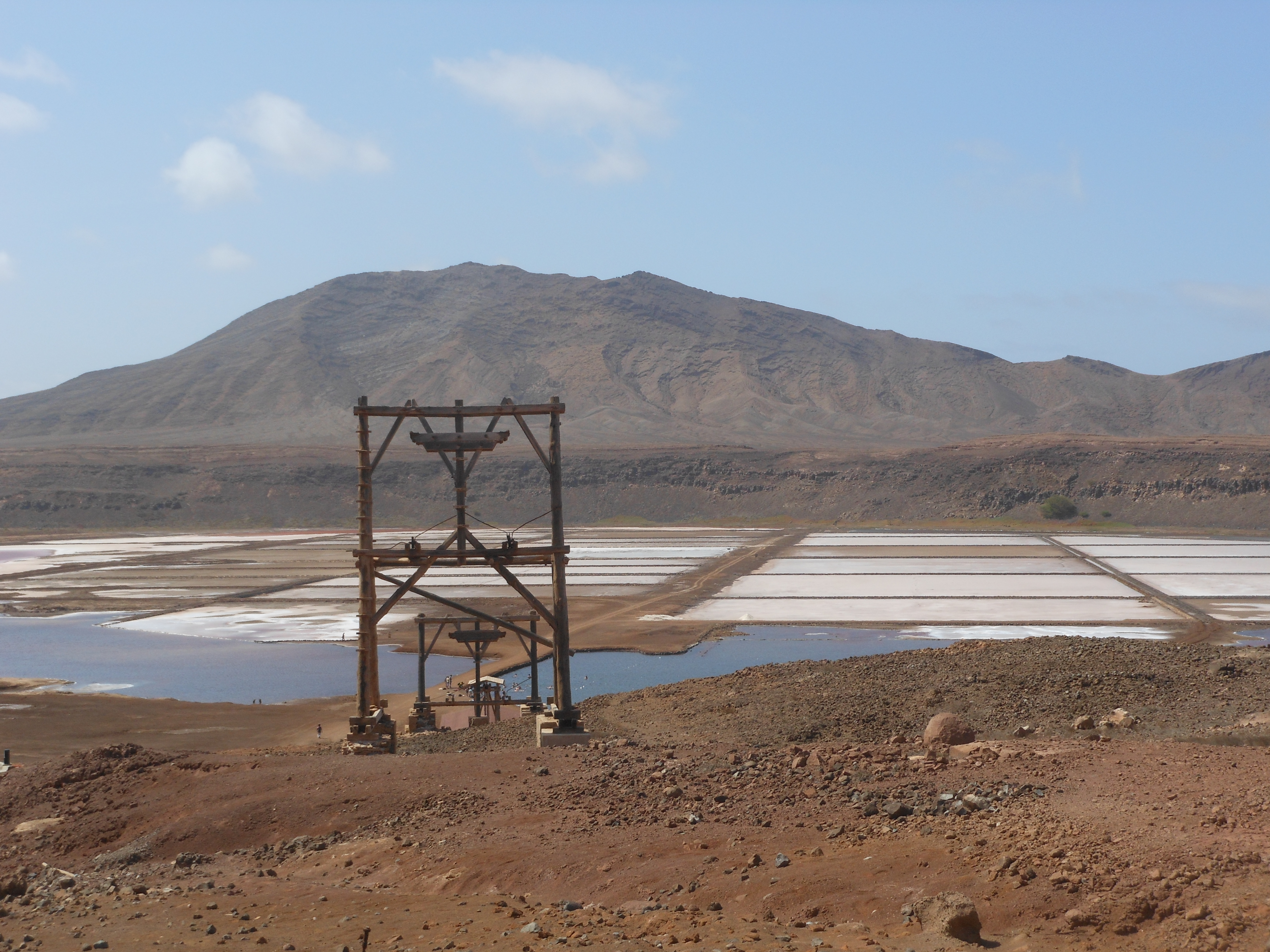
Salinas de Pedra de Lume, Sal

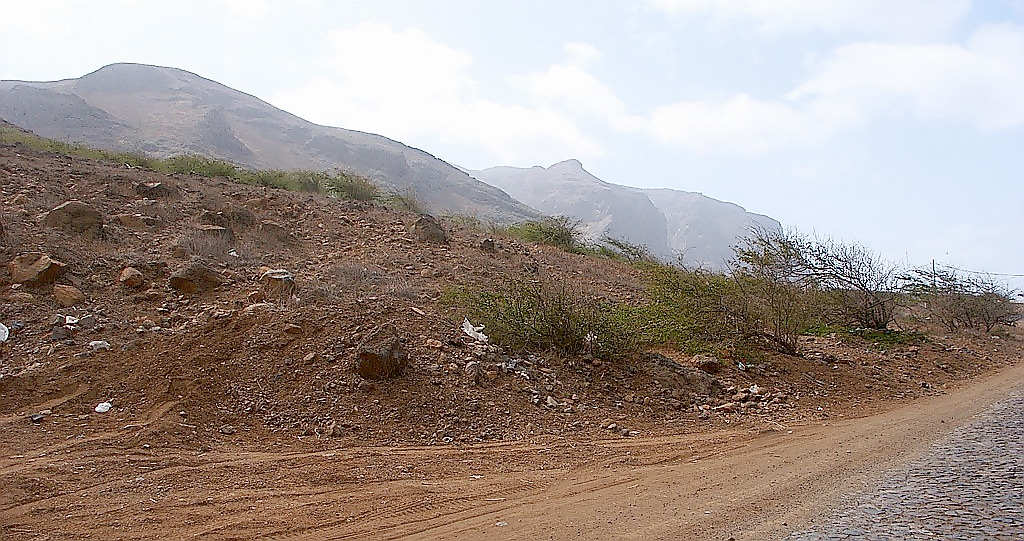
Monte Gordo, São Nicolau

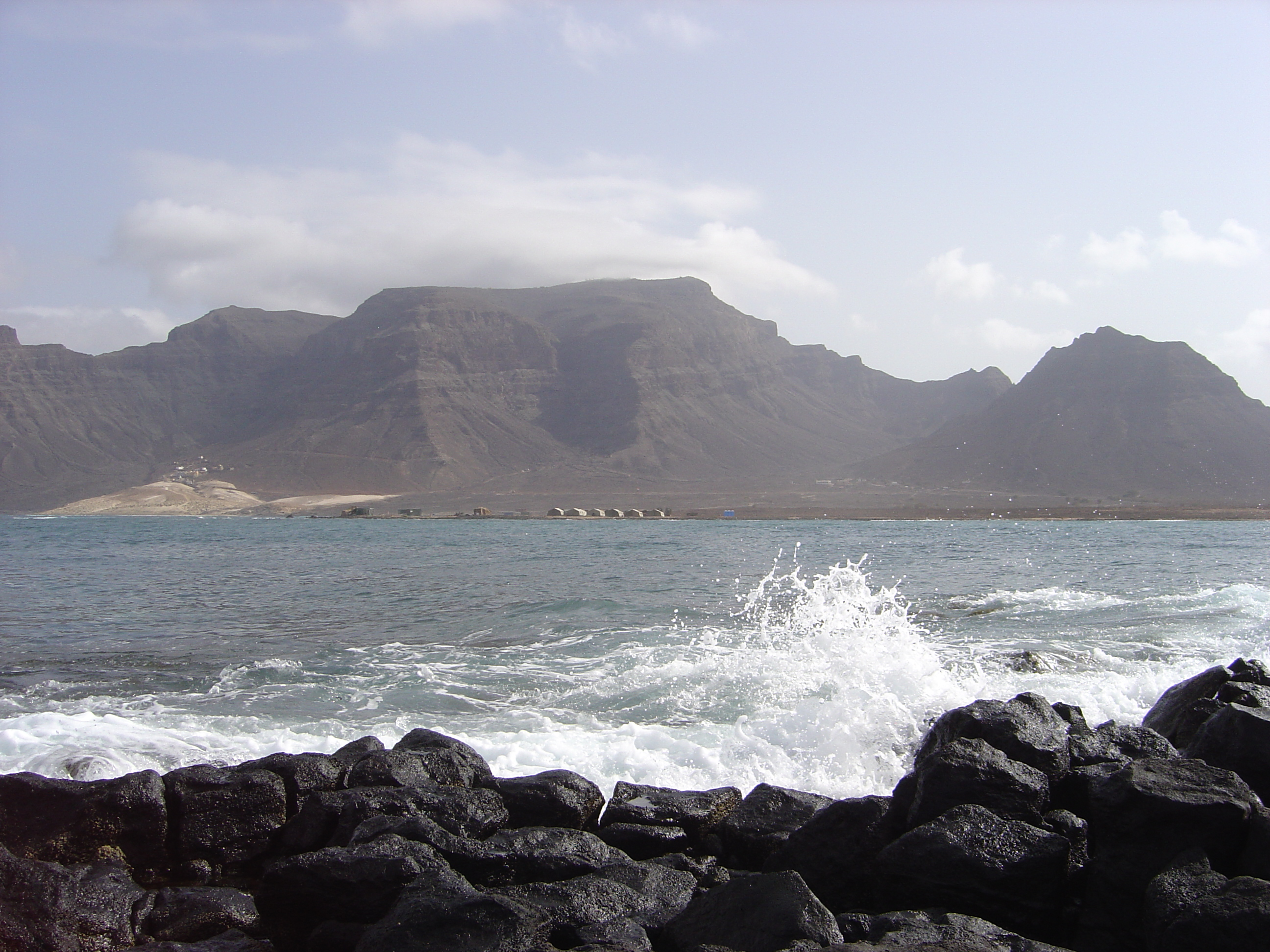
Monte Verde, São Vicente

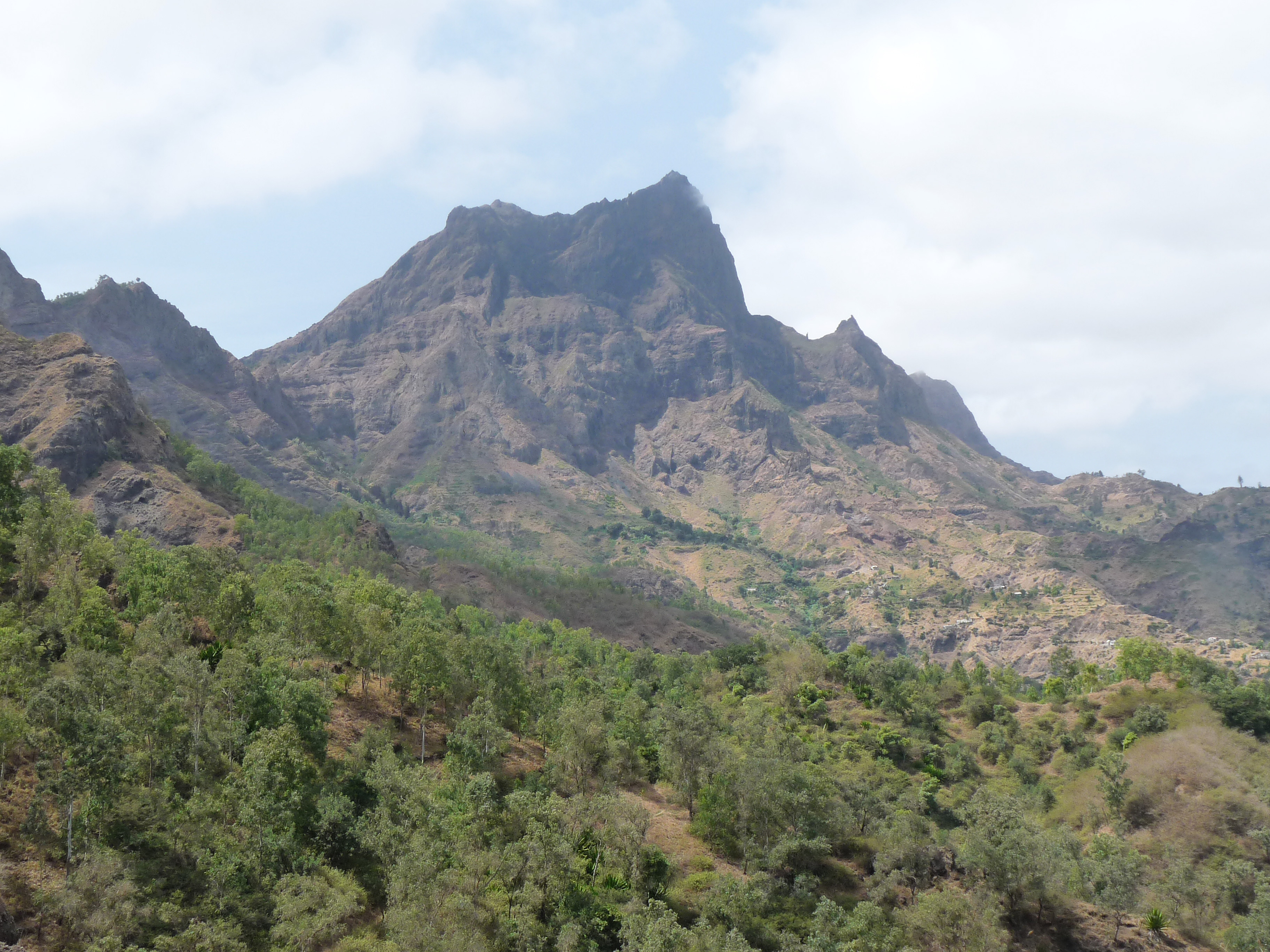
Pico de Antónia, Santiago

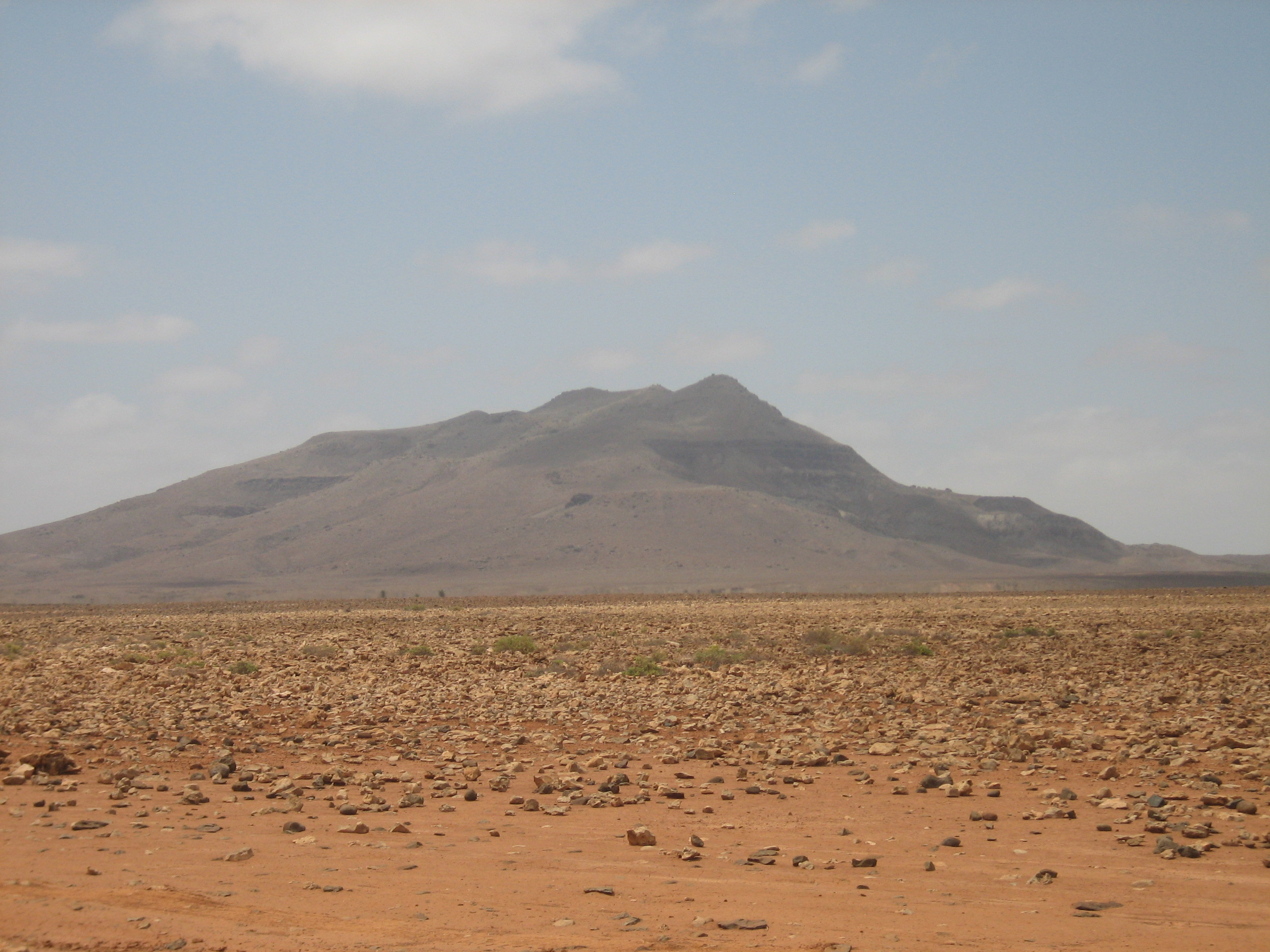
Monte Estância, Boa Vista

## Reservas Naturais Integrais
- Santa Luzia e os ilhéus de Ilhéu Raso e Ilhéu Branco
- Ilhéu de Baluarte, Ilha da Boa Vista
- Ilhéu de Curral Velho, Boa Vista
- Ilhéu dos Pássaros, Boa Vista
- Ilhéus do Rombo, nordeste da  Ilha Brava

## Reservas Naturais
- Cruzinha, Ilha de Santo Antão
- Monte do Alto das Cabaças, Ilha de São Nicolau
- Costa da Fragata, Ilha do Sal
- Ponta do Sinó, Sal
- Rabo de Junco, Sal
- Serra Negra, Sal
- Baía da Murdeira, Sal
- Boa Esperança, Ilha da Boa Vista
- Morro de Areia, Boa Vista
- Ponta do Sol, Boa Vista
- Tartaruga, Boa Vista
- Casas Velhas, Ilha do Maio
- Lagoa Cimidor, Maio
- Praia do Morro, Maio
- Terras Salgadas, Maio

## Parques Naturais
- Barreiro - Figueira, Ilha do Maio
- Cova-Paul-Ribeira da Torre, Santo Antão
- Parque Natural do Fogo
- Monte Gordo, São Nicolau
- Monte Verde, São Vicente
- Moroços, Santo Antão
- Norte, Boa Vista
- Serra do Pico de Antónia, Ilha de Santiago
- Serra Malagueta, Santiago
- Tope de Coroa, Santo Antão

## Monumentos Naturais
- Morrinho de Açúcar, Sal
- Morrinho do Filho, Sal
- Monte Estância, Boa Vista
- Monte Santo António, Boa Vista
- Rocha Estância, Boa Vista
- Ilhéu de Sal Rei, Boa Vista

## Paisagens Protegidas
- Pombas, Santo Antão
- Monte Grande, Sal
- Buracona-Ragona, Sal
- Salinas de Pedra de Lume e Cagarral, Sal
- Salinas de Santa Maria, Sal
- Monte Caçador e Pico Forcado, Boa Vista
- Curral Velho, Boa Vista
- Monte Penoso e Monte Branco, Maio
- Monte Santo António, Maio
- Salinas do Porto Inglês, Maio

## PântanosRamsar
- Lagoa do Rabil, Boa Vista
- Lagoas da Pedra Badejo, Santiago
- Ilhéu de Curral Velho e litoral adjacente, Boa Vista
- Salinas do Porto Inglês, Maio

## Área importante para pássaros
- Serra Central de São Nicolau
- Penhascos costeiros entre Porto Mosquito e Baia do Inferno, Santiago
- Área de Aves Vulcânica Importante do Fogo
- Ilhéu Branco, a leste de Santa Luzia
- Ilhéu Raso, leste de Santa Luzia
- Ilhéu de Curral Velho e litoral adjacente, Boa Vista
- Sumaúma, Boa Entrada, Santiago
- Mogno na Banana, Ribeira Montanha, Santiago
- Lagoas da Pedra Badejo, Santiago
- Ribeira do Rabil, Boa Vista
- Serra do Pico da Antónia, Santiago